# Чечен-Аул
Чече́н-Ау́л (чечен. Чечана) — село в Чеченской Республике Российской Федерации, в составе городского округа город Аргун.
До 1 января 2020 года — в Грозненском районе, бывший административный центр Чечен-Аульского сельского поселения.

## География
Село расположено у южного подножья Грозненского хребта, на левом берегу реки Аргун, в 8 км к юго-востоку от города Грозный. На северной окраине Чечен-Аула расположена гора Жемин-Барз.
Ближайшие населённые пункты: на северо-западе — посёлок Элиханова и посёлок Шейха Изнаура, на северо-востоке — село Бердыкель, на востоке — село Белгатой, на юге — сёла Новые Атаги и Старые Атаги и на юго-западе — село Гойты.

## История
В конце XVII века ускорился процесс иммиграции чеченцев с гор и образования ими на равнине значительного числа хуторов и сёл: Чечен-аул, Старо-Юрт, Гудермес, Герменчук, Майртуп и др. Среди них особо важную роль играл в жизни горцев село Чечен-аул, являвшийся в то время одним из самых крупных населённых пунктов в Чечне. О нём Умалат Лаудаев писал:

Он преимуществовал перед прочими, был обширен, лучше обстроен, имел лавки (тукень), на порогах коих виднелись армяне, евреи и кумыки. От имени этого аула чеченцы получают для себя от русских и кабардинцев название шашан и чеченцев.

По этнографическим данным первопоселенцами Чечен-Аула были представители следующих чеченских тайпов: цонтарой, гуной, эгашбатой, ялхой, бийтарой, макажой, к которым позже присоединились харачой, зандакой, алларой, гордалой, айткхаллой, чермой, аьккхой и шуоной.
На возвышенности Жеми барз, вблизи поселения, иногда проходило собрание Мехк-кхела, на котором решались вопросы особой важности для всего народа.
В июле 1732 года произошло сражение за село Чечен-Аул.
К XVIII веку Чечен-Аул был одним из самых больших чеченских селений. В 1770-х годах в селении насчитывалось 500 дворов.
В 1919 г. деникинцы сожгли десятки чеченских селений, чьи жители оказали им сопротивление, — Алхан-Юрт, Устар-Гардой, Гудермес, Герзель-Аул, Бердыкель, Сержень-Юрт, Цоци-Юрт и др., в том числе и Чечен-Аул. 
До 1 августа 1934 года село входило в состав Урус-Мартановского района.
1 августа 1934 года ВЦИК постановил «образовать в Чечено-Ингушской автономной области новый Грозненский район с центром в городе Грозном, включив в его границы селения Бердыкель, Чечен-аул, Новые Алды и Алхан-Кала Урус-Мартановского района».
В 1944 году, после депортации чеченцев и ингушей и упразднения Чечено-Ингушской АССР, селение было переименовано в «Калиновка».
После восстановления Чечено-Ингушской АССР в 1958 году населённому пункту было возвращено прежнее название.
1 января 2020 года село вместе со всей территорией бывшего Чечен-Аульского сельского поселения было передано из состава Грозненского района в пользу городского округа город Аргун.
В селе расположен крупнейший в России конноспортивный комплекс имени Саида-Хусейна Закаева.

## Население
| 1970  | 1979  | 1990  | 2002  | 2010  | 2012  | 2013  |
| ----- | ----- | ----- | ----- | ----- | ----- | ----- |
| 4546  | ↗5389 | ↗6303 | ↗7118 | ↗8233 | ↗8359 | ↗8514 |
| 2014  | 2015  | 2016  | 2017  | 2018  | 2019  | 2021  |
| ↗8646 | ↗8778 | ↗8908 | ↗9051 | ↗9195 | ↗9300 | ↘9208 |

Национальный состав
По данным Всероссийской переписи населения 2010 года:
| Народ   | Численность, чел. | Доля от всего населения, % |
| ------- | ----------------- | -------------------------- |
| чеченцы | 8214              | 99,8 %                     |
| другие  | 19                | 0,2 %                      |
| всего   | 8233              | 100,0 %                    |

## Образование
- Чечен-Аульская муниципальная средняя общеобразовательная школа № 1[28].
- Чечен-Аульская муниципальная средняя общеобразовательная школа № 2[29].
- Чечен-Аульская муниципальная средняя общеобразовательная школа № 3.
- Чечен-Аульская муниципальная средняя общеобразовательная школа № 4.

## Улицы

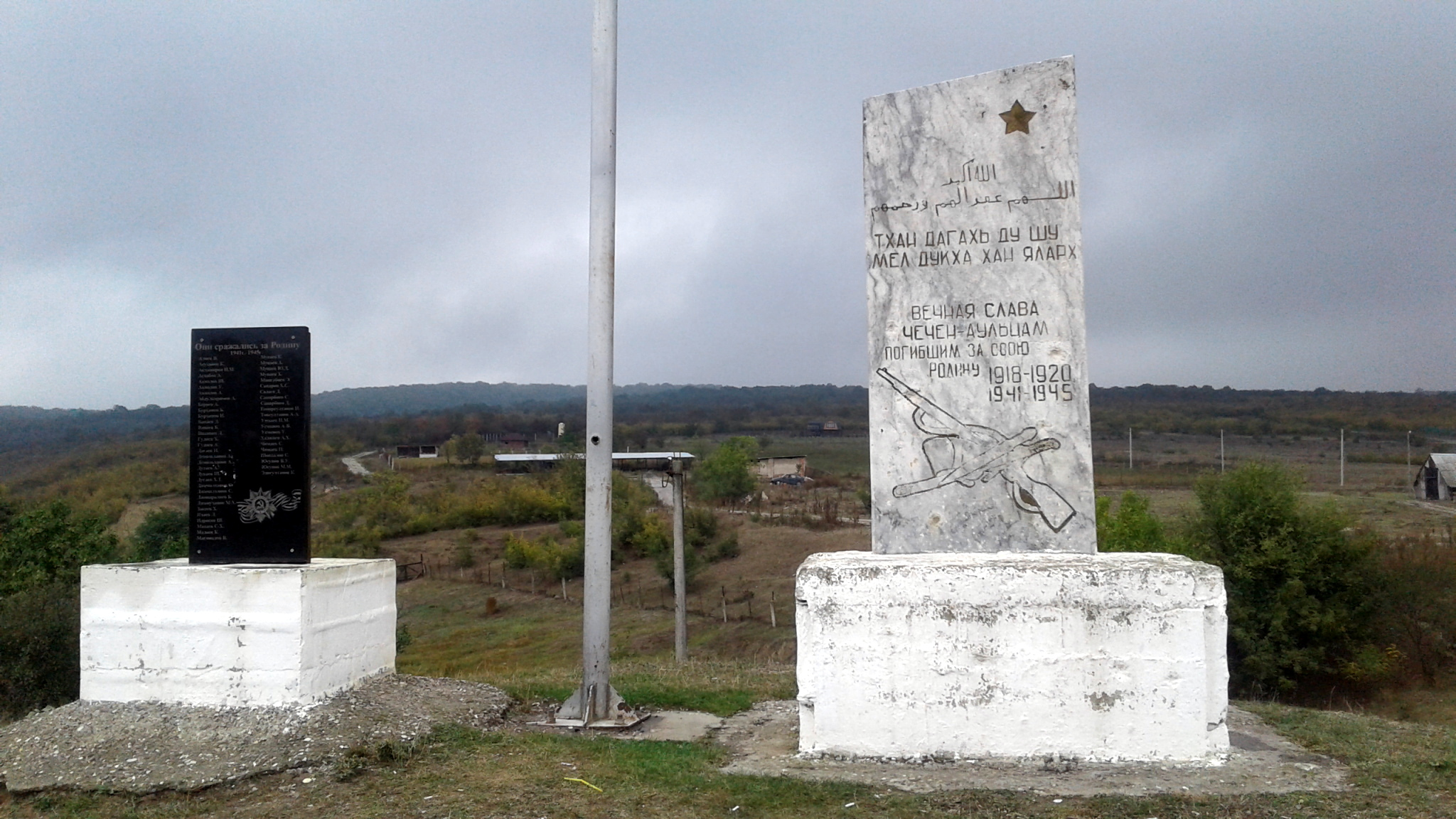
Памятник уроженцам села, погибшим в боях Великой Отечественной войны.

Улицы села:
| - Улица А. Матросова, - Переулок Алхан-Юртовский, - Улица Аргунская, - Переулок Белгатоевский, - Улица Больничная, - Улица Верхняя, - Улица Горная, - Улица Грозненская, - Улица Декабристов, - Улица Западная, - Переулок Западный 1-й, - Переулок Западный 2-й, - Переулок Западный 3-й, - Переулок Западный 4-й, | - Улица Заречная, - Улица Зорге, - Переулок Зорге, - Улица Зори, - Улица Калинина, - Улица Карла Маркса, - Улица Кирова, - Улица Кольцевая, - Улица Комсомольская, - Переулок Красноармейский, - Улица Ленина, - Улица Лесная, - Переулок Майский, - Улица Мартовская, | - Улица Матросова, - Улица Мира, - Переулок Мира, - Улица Молодёжная, - Переулок Молодёжный, - Улица Московская, - Улица Набережная, - Улица Новая, - Улица Новосельская, - Улица Окрайная, - Улица Окружная, - Переулок Октябрьский, - Улица Орджоникидзе, - Улица Партизанская, | - Улица Первомайская, - Переулок Пионерский, - Улица Подгорная, - Улица Полевая, - Улица Рабочая, - Улица Садовая, - Улица Северная, - Улица Советская. - Переулок Советский, - Улица Совхозная, - Улица Спортивная, - Улица Строительная, - Улица Степная, - Переулок Степной, | - Улица Сунженская, - Улица Трудовая, - Улица Февральская, - Улица Х. Нурадилова, - Переулок Чечен Аульский, - Улица Чеченская, - Улица Ш. А. Митаева, - Улица Школьная, - Улица Шоссейная, - Улица Южный, - Улица Январская. |

## Известные уроженцы
- Родившиеся в Чечен-Ауле